# Chatte Pendue
La Chatte Pendue est un sommet du massif des Vosges situé en France, dans le département du Bas-Rhin, s'élevant à 900 mètres d'altitude. Il se trouve sur la commune de Plaine.

## Toponymie
Le toponyme « Chatte Pendue » est une altération du terme dialectal lorrain « Lè Pir Hhatte Pâdaïe », signifiant « la pierre hautement suspendue ». Située dans le massif vosgien, cette formation rocheuse fut renommée « Katzenstein » après l'annexion de l'Alsace-Lorraine en 1871. La roche est également désignée sous les noms de Pierre de la Chatte Pendue, Chatte-Perdue, ou Katzenstein.

## Géographie
Situé au nord-est du col du Hantz, le sommet est couvert de sols bruns acides et podzoliques, parsemés de pierres et de blocs de grès vosgien.

## Histoire
Autrefois une chaume, la montagne de la Chatte Pendue, avec ses pentes boisées, fournissait le bois nécessaire aux fourneaux de Champenay. Aujourd'hui, elle est couverte d'une hêtraie-sapinière à épicéas. La tempête de 1999 a laissé des traces durables, créant des chablis, des trouées envahies par les myrtilles et les fougères aigles, ainsi que des zones de régénération arbustive naturelle.

## Légende
La légende de la Chatte Pendue raconte que des fées, autrefois habitantes des terres de Salm, voulaient rendre visite à leurs cousines du Ban de la Roche, mais ne pouvaient traverser la Bruche. Avec l'aide de la Haute Pierre de Salm, un pont invisible fut créé pour leur passage. Cependant, au fil du temps, des rumeurs de sorcellerie se développèrent autour de ces pierres, et la Haute Pierre de Salm fut rebaptisée « Roche de la Chatte Pendue » après qu'une chatte, prétendument une sorcière métamorphosée, fut retrouvée pendue à la pierre.